# Atherigona pilosa
Atherigona pilosa är en tvåvingeart som beskrevs av Deeming 1981. Atherigona pilosa ingår i släktet Atherigona och familjen husflugor.
Artens utbredningsområde är Etiopien. Inga underarter finns listade i Catalogue of Life.